# Super Bowl IX
Super Bowl IX var den niende udgave af Super Bowl, finalen i den amerikanske football-liga NFL. Kampen blev spillet 12. januar 1975 på Tulane Stadium i New Orleans og stod mellem Pittsburgh Steelers og Minnesota Vikings. Steelers vandt 16-6 og tog dermed den første Super Bowl sejr i holdets historie.
Kampens MVP (mest værdifulde spiller) blev Steelers running back Franco Harris.
| NFL | Spire Denne artikel om NFL er en spire som bør udbygges. Du er velkommen til at hjælpe Wikipedia ved at udvide den. |